# 310 f.Kr.

## Händelser

### Efter plats

#### Seleukiderriket
- Antigonos beordrar Nikanor, en av sina generaler, att invadera Babylonien österifrån och sin son Demetrios Poliorketes att anfalla västerifrån. Nikanor samlar ihop en stor styrka, men den blir överraskad och besegrad av Seleukos vid floden Tigris. Hans trupper blir antingen dödade eller går över till fienden. Demetrios Poliorketes misslyckas också med att besegra Seleukos.

#### Mindre Asien
- Ptolemaios anfaller Kilikien, som hålls av Antigonos.
- Städerna Antigonia Troas (senare känd som Alexandria Troas) och Antigoneia (senare känd som Nicaea) grundas av Antigonos.

#### Sicilien
- Syrakusas tyrann Agathokles flyr undan karthagernas belägring av staden och för kriget mot dem tillbaka till deras territorium.

#### Romerska republiken
- Rom tar tag i de förnyade problemen med etruskerna, som övertalas av samniterna att bryta sin allians med romarna. I slaget vid Vadimosjön besegrar romarna under Quintus Fabius Maximus Rullianus etruskerna.

#### Illyrien
- Autariataierna försvinner på grund av keltisk migration.

## Födda
- Aratos, makedonisk matematiker astronom, meteorolog, botanist och poet (född detta år eller 315 f.Kr.)
- Aristarchos, grekisk astronom och matematiker (död omkring 230 f.Kr.)
- Xun Zi, kinesisk filosof (född omkring detta år)

## Avlidna
- Pytheas, grekisk handelsman, geograf och upptäcktsresande från den grekiska kolonin Massilia (nuvarande Marseille i Frankrike) (född omkring 380 f.Kr.)